# Gronotoma nigra
Gronotoma nigra is een vliesvleugelig insect uit de familie van de Figitidae. De wetenschappelijke naam van de soort is voor het eerst geldig gepubliceerd in 1963 door Ionescu.